# Ковињак
Ковињак (фр. Cauvignac) насеље је и општина у југозападној Француској у региону Аквитанија, у департману Жиронда која припада префектури Лангон.
По подацима из 2011. године у општини је живело 162 становника, а густина насељености је износила 29,4 становника/km². Општина се простире на површини од 5,51 km². Налази се на средњој надморској висини од 145 метара (максималној 152 m, а минималној 59 m).

## Демографија
| 1962. | 1968. | 1975. | 1982. | 1990. | 1999. | 2011. |
| ----- | ----- | ----- | ----- | ----- | ----- | ----- |
| 135   | 151   | 148   | 135   | 110   | 107   | 162   |

График промене броја становника у току последњих година